# Gardens of the Night
Pour plus de détails, voir Fiche technique et Distribution.
Gardens of the Night est un film britannique réalisé par Damian Harris, sorti en 2008.

## Synopsis
À 8 ans, Leslie Whitehead est enlevée par Alex et Frank. Ils lui font croire que ses parents l'ont abandonnée. Ils la forcent ensuite, elle et un autre garçon, Donnie, à se prostituer. Alors qu'ils visitent tous les quatre un magasin, un homme reconnaît Leslie, dont la disparition est de notoriété publique, et appelle la police qui libère les deux enfants.
Neuf ans plus tard, Leslie et Donnie vivent ensemble dans les rues de San Diego, subsistant grâce au vol et à la prostitution.

## Fiche technique
- Titre : Gardens of the Night
- Réalisation : Damian Harris
- Scénario : Damian Harris
- Musique : Craig Richey
- Photographie : Paula Huidobro
- Montage : Michal Shemesh
- Production : Joe Dain, Pascal Franchot, Damian Harris et R.D. Robb
- Société de production : Station 3, Fastback Pictures, Shoot Productions, La Nuit Americaine et Sobini Films
- Société de distribution : City Lights Pictures (États-Unis)
- Pays :  Royaume-Uni et  États-Unis
- Genre : Drame
- Durée : 110 minutes
- Dates de sortie : 
  -  Allemagne : 9 février 2008 (Berlinale)

## Distribution
- Gillian Jacobs : Leslie Anne Whitehead
- Evan Ross : Donnie
- John Malkovich : Michael
- Ryan Simpkins : Leslie Anne Whitehead jeune
- Tom Arnold : Alex
- Kevin Zegers : Frank
- Jermaine Scooter Smith : Donnie jeune
- Harold Perrineau : Orlando
- Jeremy Sisto : Jimmy
- Raynold Gideon : le juge Feeney
- Cornelia Guest : Mme. Feeney
- Natalie May : la fille du juge
- Ben Lin : Pa
- Alice Lo : Ma
- Landall Goolsby : Blackberry John
- Shontae Saldana : Baby Loco
- Max Van Ville : Surf
- Kyle Gallner : Ratboy
- Troy Ruptash : Motel John
- Shiloh Fernandez : Cooper
- Peta Wilson : Sarah
- Evan Peters : Rachel / Brian
- Carlie Westerman : Monica

## Accueil
Le film a reçu un accueil mitigé de la part de la presse spécialisée. Il obtient un score moyen de 43 % sur Metacritic.

## Distinctions
Le film a été présenté en sélection officielle en compétition à la Berlinale 2008.